# Агрегатний стан
Агрегáтний стан — термодинамічний стан речовини, сильно відмінний за своїми фізичними властивостями від інших станів цієї ж речовини.

## Загальний опис
Макроскопічний фізичний стан, в якому перебуває речовина при певних умовах тиску та температури.
Переходи між агрегатними станами однієї й тієї ж речовини супроводжуються стрибкоподібними змінами вільної енергії, ентропії, густини і інших фізичних властивостей. Зазвичай, серед агрегатних станів виділяють: тверде тіло, рідину, газ та плазму. Відрізняються вони насамперед характером руху молекул та порядком симетрії. У випадку твердого стану розрізняють кристалічний та склоподібний. Кожний зі станів має свій ступінь впорядкованості, який визначається силами, що діють між частинками.
Термін «агрегатний стан» досить розмитий, що часто дуже огрублює властивості речовини. Так, майже всі речовини в твердому агрегатному стані можуть мати, залежно від тиску і температури, декілька різних термодинамічних фаз. Відмінність поняття агрегатного стану речовини від термодинамічної фази полягає у виділеному вище слові «сильно». Звичайно вимагається, щоб агрегатні стани «виглядали» сильно по-різному. Термодинамічні ж фази можуть відрізнятися «непомітними оку» величинами, як-от теплоємність, структура кристалічних ґраток тощо. Проте при акуратному міркуванні рекомендується говорити саме у термінах термодинамічних фаз.

## Чотири класичні агрегатні стани

### Тверде тіло

У твердотільному стані речовина зберігає як форму, так і об'єм. При низьких температурах майже всі речовини замерзають — перетворюються у тверді тіла. Тверді тіла поділяють на кристалічні й аморфні.
З мікроскопічного погляду тверді тіла характерні тим, що молекули або атоми в них впродовж довгого часу зберігають своє середнє положення незмінним, тільки здійснюючи коливання з невеликою амплітудою навколо них. У кристалах середні положення атомів чи молекул строго впорядковані. Кристалічні тіла зберігають не тільки ближній, а й дальній порядок. В аморфних тілах дальній порядок не зберігається, як і в рідинах.
Кристалічні тверді тіла мають анізотропні властивості, тобто їхній відгук на прикладені зовнішні сили залежить від орієнтації сил відносно кристалічних осей.
У твердотільному стані речовини можуть мати багато фаз, які відрізняються упорядкуванням атомів або іншими характеристиками, такими як упорядкування спінів у феромагнетиках.

### Рідина

У рідкому стані речовина зберігає об'єм, але не тримає форму. Це означає, що рідина може займати тільки частину об'єму посудини, але вільно перетікати й проникати у всі її закутки. Рідина, на відміну від газу, має добре визначену поверхню. Для більшості речовин рідина — проміжний стан між газом і твердим тілом. Речовина переходить у рідкий стан із твердого в результаті процесу, який називається плавленням.
З мікроскопічної точки зору молекули рідини сильно взаємодіють між собою таким чином, що утворюють зв'язаний стан, тобто агрегуються. Потенціальна енергія їхнього притягання більша, ніж кінетична енергія теплового руху. Однак, на відміну від твердого тіла, молекули рідини достатньо рухливі, щоб часто змінювати своє положення. Рухаючись, молекули рідини в будь-який момент мають більш-менш упорядковане розташування, яке називають ближнім порядком, однак, цей порядок не строгий, і на далеких віддалях не зберігається.
Як і газ, рідини теж здебільшого ізотропні. Однак існують рідини із анізотропними властивостями — рідкі кристали. Крім ізотропної, так званої нормальної фази, ці речовини, мезогени, мають одну або кілька упорядкованих термодинамічних фаз, які називають мезофазами. Упорядкування у мезофазах відбувається завдяки особливій формі молекул рідких кристалів. Зазвичай це довгі вузькі молекули, яким вигідно укладатися так, щоб їхні осі збігалися.

### Газ

Газоподібний стан характерний тим, що не зберігає ні форму, ні об'єм. Він заповнює весь доступний об'єм і проникає в будь-які його закутки. Це стан, властивий речовинам із малою густиною. Більшість речовин переходять у газоподібний стан з рідкого або твердого при підвищенні температури. Перехід із рідкого в газоподібний стан називають випаровуванням, а протилежний йому перехід із газоподібного стану в рідкий — конденсацією. Перехід із твердого стану в газоподібний, минаючи рідкий, називають сублімацією.
Деякі речовини не мають газоподібного стану. Це речовини зі складною хімічною будовою, які при підвищенні температури розпадаються внаслідок хімічних реакцій раніше, ніж стають газом.
З мікроскопічної точки зору газ — це стан речовини, в якому окремі її молекули взаємодіють слабо й рухаються хаотично. Взаємодія між ними зводиться до спорадичних зіткнень. Кінетична енергія молекул перевищує потенціальну.
Газу властива ізотропія, тобто незалежність характеристик від напрямку. Здебільшого, у звичних для людини земних умовах, газ має однакову густину в будь-якій точці, однак це не є універсальним законом. В зовнішніх полях, наприклад у полі тяжіння Землі, або в умовах різних температур густина газу може мінятися від точки до точки.
Не існує різних газоподібних термодинамічних фаз однієї речовини.

### Плазма

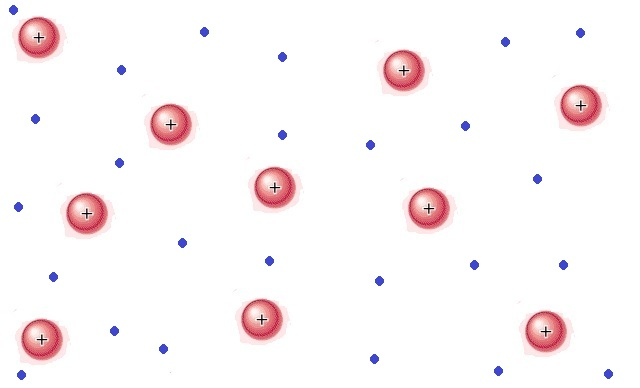
Іонізовані атоми (плазма)

Плазма у фізиці — стан речовини, в якому її атоми іонізовані, тобто електрони відірвані від ядер. Завдяки цьому речовина стає не тільки електропровідною, але й надзвичайно чутливою до електромагнітних полів. Плазму називають четвертим агрегатним станом речовини.
Плазма — високоіонізоване квазінейтральне суцільне середовище. На відміну від газу або рідини, в плазмі відбувається далекосяжна кулонівська взаємодія між частинками, що і визначає її різноманітні властивості. Плазмові об'єкти у природі — зорі, планетарні туманності, верхні шари атмосфери — йоносфера. Штучно плазма створюється у тліючому газовому розряді, газорозрядних лампах, мас-спектрометрах, при термоядерному синтезі, при роботі йонних двигунів, генераторів і т. д. Зокрема, плазму застосовують у термоелектронних і магнітоплазмодинамічних (МПД) генераторах — перетворювачах тепла безпосередньо в електричну енергію (минаючи перетворення в механічну).
Плазма — найпоширеніший у Всесвіті агрегатний стан речовини. У цьому стані знаходиться речовина зірок і речовина, що наповнює міжпланетний, міжзоряний та міжгалактичний простір. Більшість баріонної речовини (за масою близько 99,9 %) у Всесвіті перебуває у стані плазми.

## Фазові переходи
Часто речовина при зміні температури та тиску переходить з одного агрегатного стану в інший різко, при деяких критичних значеннях цих параметрів. Таке перетворення називається фазовим переходом. Багато фазових переходів мають власні назви:
Фазові переходи поділяються на фазові переходи першого роду, при яких стрибкоподібно міняються перші похідні термодинамічних потенціалів по температурі та тиску, і фазові переходи другого роду, при якому різко міняються лише другі похідні. Переходи між агрегатними станами є фазовими переходами першого роду.

## Низькотемпературні стани

### Конденсат Бозе— Ейнштейна
При глибокому охолоджуванні, гази деяких (далеко не усіх) речовин переходять в стан конденсату Бозе — Ейнштейна. Деякі інші речовини при низьких температурах переходять в надпровідний або надтекучий стан. Будучи, безумовно, окремими термодинамічними фазами, ці стани навряд чи слід називати новими агрегатними станами речовини через їх неуніверсальність.

### Ферміонний конденсат
Частинки з напівцілим спіном, тобто такі, що підкоряються статистиці Фермі, не можуть конденсуватися, так само як частинки з цілим спіном. Проте, при достатньому охолодженні, такі частинки утворюють скорельовані пари, і ці пари починають поводити себе як частинки, що мають цілий спін. Це явище подібне до утворення куперівських пар, що є відповідальними за явище надпровідності. Ферміонну конденсацію було відкрито у 2004 у лабораторіях NASA.

### Надплинне тверде тіло
Надплинне тверде тіло — стан речовини, що має ознаки одночасно твердого тіла і надплинної рідини. Однією з особливостей цього стану є переміщення дефектів у кристалі без тертя. Для створення таких систем атоми охолодженого газу розміщують у максимумах стоячої хвилі, що рухається між двома дзеркалами. Цей стан був передбачений ще у 1969, проте надійно зафіксований — лише у 2017.

## Інші стани

### Вироджений газ
Стан, у який переходять гази при сильному охолодженні або високому тиску. За таких умов принцип Паулі починає сильно впливати на здатність газу до стискання та інші його фізичні характеристики. В залежності від спіна, відрізняють вироджений фермі-газ і вироджений бозе-газ, властивості яких сильно відрізняються. Зазвичай, у такому стані перебувають сукупності окремих частинок, тобто, говорять про вироджений електронний газ, вироджений нейтронний газ, тощо.

### Нейтронний стан
Принципово відмінний від інших стан речовини, яка складається тільки з нейтронів. У нейтронний стан речовина переходить при надвисокому тиску, недосяжному поки в лабораторії, але який існує всередині нейтронних зір. При переході в нейтронний стан електрони речовини об'єднуються з протонами і перетворюються на нейтрони. Для цього необхідно, щоб сили гравітації стиснули речовину настільки, щоб подолати відштовхування електронів, зумовлене принципом Паулі. В результаті, в нейтронному стані речовина повністю складається з нейтронів і має густину порядку ядерної. Температура речовини при цьому не повинна бути дуже високою (в енергетичному еквіваленті не більше від 100 МеВ).

### Глазма
Стан матерії, що, ймовірно, виникає при зіткненнях високоенергетичних адронів, і передує утворенню кварк-глюонної плазми. Глазма є особливістю моделі конденсату кольорового скла, що описує сильну взаємодію за високих енергій. Можливим підтвердженням існування глазми є експерименти на Великому адронному колайдері, під час яких утворюються частинки, скорельовані за азимутальною швидкістю. Вважається також, що в еволюції Всесвіту стан глазми передував кварк-глюонній плазмі, яка існувала в перші мільйонні частки секунди відразу після Великого вибуху. Час існування глазми — кілька іоктосекунд.

### Кварк-глюонна плазма
При сильному підвищенні температури (сотні МеВ і вище), в нейтронному стані починають народжуватися і анігілювати різноманітні мезони. При подальшому підвищенні температури, відбувається деконфайнмент, і речовина переходить в стан кварк-глюонної плазми. Вона складається вже не з адронів, а з кварків і глюонів, що постійно народжуються і зникають.
При подальшому необмеженому підвищенні тиску без підвищення температури речовина колапсує в чорну діру. При одночасному підвищенні і температури, до кварків і глюонів додаються інші частинки. Що відбувається з речовиною (а точніше, з речовиною + простором-часом) при температурах, близьких до планківської температури, поки невідомо.

## Некласичні стани

### Склоподібний стан

Розташування атомів у склі

Скло — це некристалічний, або аморфний, твердий матеріал. Скло нерідко буває оптично прозорим, проте це не є загальною його характеристикою. Склоподібний стан, тобто, такий, при якому дальній порядок атомів не зберігається, може утворюватися при швидкому охолодженні речовини при переходженні її з рідкого стану у твердий стан.
Деякі речовини, наприклад силікати, більш схильні до утворення аморфних станів. Перехід з рідкого у склоподібний стан називається склуванням. Склування не є фазовим переходом — при ньому фізичні показники речовини змінюються поступово в залежності від температури.
Високомолекулярні полімерні сполуки, зазвичай, перебувають у склоподібному стані, через велетенський розмір своїх молекул (оргскло).

### Рідкі кристали
Рідким кристалом називають стан речовини, у якому вона має властивості, проміжні між твердим і рідким — вони мають плинність, як рідини, проте зберігають далекий порядок, а також анізотропію. Рідкі кристали, зазвичай, складаються з дуже довгих, або дископодібних молекул, що, через свою форму, не можуть вільно обертатися, що і зумовлює їх специфіку. Рідкі кристали демонструють незвичайні оптичні властивості, наприклад, зміну кольору під дією температури, завдяки чому знаходять застосування у багатьох галузях техніки.

### Високоеластичний стан
Властивий для полімерів стан, що є проміжним між склоподібним і рідким. Характерною особливістю цього стану є можливість значних (сотні відсотків) зворотних деформацій і дуже малий модуль пружності. Високоеластичний стан існує у проміжку температур, коли окремі ланки полімерів можуть переміщуватися одна відносно одної, проте цілі молекули не здатні цього зробити. При прикладенні до матеріалу у такому стані сили, клубки полімерних ниток розплутуються, і витягуються в паралельні нитки, але при зникненні сили знову сплутуються. Цей зворотний рух має термодинамічні причини — ентропія сплутаних молекул є вищою ніж у розпрямлених, тому переходи у такі стани є більш ймовірними. Полімери, що знаходяться у високоеластичному стані називають еластомерами.

## Речовини без визначеного агрегатного стану
Неоднорідні речовини типу паст, гелів, суспензій, аерозолів і т. д., які за певних умов демонструють властивості як твердих тіл, так і рідин і навіть газів, звичайно відносять до класу дисперсних матеріалів, а не до яких-небудь конкретних агрегатних станів речовини.

## Інтернет-ресурси
- Стан матерії